# Jeremija (knjiga)
Jeremija je jedna od knjiga Biblije i Staroga zavjeta. Pripada u velike proročke knjige. Pisac je prorok Jeremija, koji je doživio propast Izraela i Jeruzalema. Biblijska kratica knjige je Jr.
Jeremija je "sin Hilkijin, svećenika iz Anatota, u zemlji Benjaminovoj (Jr 1,1)". Njegovo ime znači: "Jahve će podići". Bog ga je izabrao za proroka, još dok je bio u majčinoj utrobi: "Prije nego što te oblikovah u majčinoj utrobi, ja te znadoh; prije nego što iz krila majčina izađe, ja te posvetih, za proroka svim narodima postavih te (Jr 1,4-5)." Počeo je djelovati trinaeste godine vladavine judejskog kralja Jošije, tj. 627./626. pr. Kr. Živio je u vremenu vladavine sedam judejskih kraljeva. Prorokovao je oko 40 godina. Jedini je od biblijskih proroka, koji je bio neženja. 
Knjiga se sastoji od 52 poglavlja. Nije pisana kronološkim redom. Prorok Jeremija ima vrlo osoban odnos s Bogom, doživljava ga kao prijatelja, kojem sve može reći. Živio je u vremenu, kada su gotovo svi u njegovu narodu zastranili u grijehu. U knjizi, Jeremija kritizira ponašanje pripadnika svoga naroda, što su ostavili Boga, a pošli su za poganskim bogovima. Prenosi im Božje riječi: "Jer dva zla narod moj učini: ostavi mene, Izvor vode žive, te iskopa sebi kladence, kladence ispucane što vode držati ne mogu (Jr 2,13-14)". Imali su toliko žrtvenika poganskim bogovima, koliko je Jeruzalem imao ulica (Jr 2,28). Prorok je izrazito emotivno doživljavao propast svoga naroda, patio je i bio progonjen najviše od svih proroka. Njegovi sunarodnjaci nisu poslušali ni Boga ni njega: "Ali me oni nisu slušali, uho svoje nisu prignuli, nego otvrdnuše, gori od otaca svojih. Možeš im sve to reći, ali te neće poslušati; zovi ih, neće ti se odazvati (Jr 7,26-27)."  Dva puta je osuđen na smrt, ali su ga milosrdni ljudi spasili, a prema predaji završio je zemaljski život, tako da su ga sunarodnjaci kamenovali. Puno više su ga poštovali nakon njegove smrti. Nije tajio kako je bio rastrgan između svojih slabih ljudskih sila i težine proročkog poziva. Želio je odustati, ali nije imao srca. 
Izraelskom narodu prijetili su moćniji narodi. Plaćali su danak Asircima i štovali njihove poganske bogove s ciljem, da ih Asirci poštede. Početkom Jeremijinom prorokovanja, vladao je judejski kralj Jošija, koji uveo dobre vjerske reforme s ciljem promicanja nacionalnog jedinstva. U to vrijeme, Babilonci i Medijci su porazili Asiriju, koja je nedugo potom potpuno propala. To su iskoristili Egipćani, koji su željeli prisvojiti Izrael. Kralj Jošija je poginuo u borbama, a njegov nasljednik Joahaz je vladao samo tri mjeseca. Egipćani su ga odveli u zatočeništvo i ubili. Jeremija ga spominje i svjestan je, da se neće vratiti (Jr 22,10). Opominje narod, da se zlo dogodilo, jer su se klanjali poganskim bogovima. Egipćani su za novog kralja postavili Jojakima. Nametnuo je velike poreze kao danak Egipćanima, gradio je raskošnu palaču i nije mario za vjeru. Jeremija je bio u sukobu s kraljem, kritizirao je njegovo savezništvo s Egiptom i upozoravao je na veliku opasnost od Babilonaca sa sjevera. Prorokovao je, da će Babilonci na čelu s Nabukodonozorom II. pokoriti Judeju i odvesti narod u sedamdesetgodišnje zatočeništvo (Jr 25,8-13). Kralj ga nije podnositi i zabranio mu pristup u prostor jeruzalemskog Hrama. Jeremija je napisao pismo i poslao ga kralju preko svog pomoćnika Baruha. Kralj je pismo spalio. I dalje je prorok upozoravao na krivu politiku kralja, ali ga nitko nije poslušao. Dali su ga izbatinati i osudili su ga na smrt, ali ga je spasio sluga na kraljevom dvoru. Kralj je umro i naslijedio ga je sin Jojakin. Već sljedeće godine 598. pr. Kr., Babilonci su napali Izrael, zbog njihova savezništva s Egiptom protiv njih. Kralj se predao, Jeruzalem je osvojen, makar su Judejci mislili, da je neosvojiv. Grad i Hram su razoreni i opljačkani. Ugledni ljudi su odvedeni u zatočeništvo u Babilon. Postavljen je novi kralj Sidkija. Dvojio je između pokornosti Babiloncima ili pobune uz pomoć Egipćana. Jeremija je bio za priklanjanje Babiloncima. Simbolički je nosio na sebi jaram i govorio, da će tako svi biti odvedeni u babilonsko ropstvo, ako se pobune protiv Babilonaca (Jr 25). Pojavili su se lažni proroci, koji obmanjuju narod. Jedan od njih Hananija, skida Jeremiji jaram s vrata i prepolovljava ga. On odlazi bez riječi, ali ga Bog šalje nazad, ovaj put s željeznim jarmom oko vrata. Lažni proroci su govorili narodu, da će se brzo vratiti iz progonstva, a Jeremija ih je uvjeravao, da će zatočeništvo trajati 70 godina. Jeremiju nisu poslušali, opet je osuđen na smrt, ali ga je spasio dvoranin. Babilonci 587. pr. Kr., drugi put razaraju Jeruzalem, Hram i zemlju nakon što su 18 mjeseci držali Jeruzalem pod opsadom. Ubijeni su kraljevi sinovi, a kralj je oslijepljen i odveden u Babilon, gdje je umro. Opet su odvedeni ugledni ljudi u zatočeništvo, a ostala je samo sirotinja. Jeremija je odveden pred Nabukodonozora II., koji je znao za njega. Mogao je birati hoće li u Babilon ili ostati sa sirotinjom. Odlučio je ostati. Tješio je narod navješćujući, da će Bog kazniti neprijatelje, jer su prevršili mjeru nasilja. Vjerovao je u kraj zatočeništva, u obnovu Izraela i ponovno uspostavljanje dobrih odnosa između Boga i izraelskog naroda. Hrabrio je narod, da grade kuće, da rađaju djecu kako ne bi izumrli. Babilonski namjesnik u Judeji je ubijen, a Jeremija je na silu odveden u Egipat s onima koji su se bojali babilonske osvete. Tamo je još propovijedao i po predaji je poginuo, kada su ga sunarodnjaci kamenovali.